# George Hester
George Hester (George Black „Buck“ Hester; * 20. August 1902 in Windsor, Ontario; † 8. Dezember 1951) war ein kanadischer Sprinter.
Bei den Olympischen Spielen 1924 in Paris erreichte er über 100 m sowie in der 4-mal-100-Meter-Staffel das Halbfinale und über 200 m das Viertelfinale.
Bei den Olympischen Spielen 1928 in Amsterdam wurde er im Finale der 4-mal-100-Meter-Staffel mit der kanadischen Mannschaft disqualifiziert. Über 100 m schied er im Viertelfinale und über 200 m im Vorlauf aus.

## Persönliche Bestzeiten
- 100 Yards: 9,7 s, 8. Mai 1926, Ann Arbor
- 100 m: 10,7 s, 1924
- 200 m: 21,8 s, 1924